# Isik (Standard)
ISiK ist ein verbindlicher Standard über eine standardisierte Schnittstelle für Informationstechnische Systeme in Krankenhäusern. Der Standard wurde von der Gematik spezifiziert. Grundlage ist der gesetzliche Auftrag gemäß § 373 SGB V. Ziel ist, einheitliche Standards für übliche Abfragen und Anwendungsfälle verbindlich festzulegen.
Unterstützte Funktionen und Anwendungsfälle sind:
- Die Suche nach einem Patienten anhand seines Namens, seiner Adresse und seines Geburtsdatums
- Die Abfrage der Versicherungsinformationen eines Patienten
- Die Abfrage aller Diagnosen eines Patienten
- Die Suche nach dem aktuellen Aufenthalt eines Patienten
- Die Suche nach Fallinformationen anhand einer Fallnummer

ISiK wurde mehrstufig implementiert.  Nach dem Basismodul wurde zum 1. Juli 2022 die zweite Stufe von ISiK veröffentlicht. Softwareprodukte, die als zentrale primäre Informationssysteme im Krankenhaus genutzt werden, also Krankenhausinformationssysteme (KIS) oder klinische Arbeitsplatzsysteme (KAS), müssen die in ISiK definierten Anforderungen seit dem 30. Juni 2021 erfüllen.
Die zweite Stufe von ISiK machte Festlegungen bezüglich folgender Aspekte:
- Interoperabler Dokumentenaustausch
- Medikation
- Vitalparameter und Körpermaße
- Terminplanung
- Sicherheit